# AnnLouice Lögdlund
AnnLouice Lögdlund es una soprano sueca, conocida por haber integrado la banda Diablo Swing Orchestra, que se caracteriza por fusionar diferentes géneros musicales, entre los cuales están el metal, el swing, y la ópera. 

## Carrera
Se graduó en la Ópera House de Suecia como cantante lírica de Ópera profesional y fue contactada por los integrantes de la banda en el 2005, tras la salida de Lisa Hansson. 
En 2014 abandonó Diablo Swing Orchestra para centrarse en su carrera como solista vinculada a la ópera.

## Discografa
Con Diablo Swing Orchestra:
- The Butcher's Ballroom (2006)
- Sing Along Songs for the Damned and Delirious (2009)
- Pandora's Pinata (2012)